# Whippet (Hounslow)
Whippet is een historisch merk van motorfietsen.
De bedrijfsnaam was: Dunkley Motors, National Works, Hounslow, Middlesex.
Dit was een Engels merk dat van 1957 tot 1959 een combinatie van lichte motorfiets en scooter produceerde met eigen 49-, 61- en 64cc-kopklepmotoren. Waarschijnlijk werden 60cc-tweetaktmodellen voor Whippet door Mercury gebouwd.